# Augusto Anfossi
Augusto Anfossi (Nizza, 1812 – Milano, 21 marzo 1848) è stato un patriota e militare italiano.

## Biografia
Dopo gli studi presso il collegio dei gesuiti di Nizza, durante i quali si scontrò spesso con i suoi insegnanti, si arruolò nell'Armata Sarda, specialità di artiglieria. Coinvolto nei moti del 1831 passò in Francia arruolandosi nella Legione straniera. Dopo aver raggiunto il grado di maresciallo d'alloggio nel 1833 si congedò dalla Legione e si trasferì in Egitto, ad Alessandria, prestando servizio nell'esercito di Mehmet Ali quale istruttore d'artiglieria. Per il suo comportamento valoroso durante la guerra del 1839 contro i turchi si guadagnò il favore di Ibrāhīm Pascià venendo nominato colonnello.
Dimessosi dall'esercito egiziano si trasferì a Smirne (dove si trovava nel 1844), dedicandosi con successo al commercio tra Egitto e Algeria e viaggiando nell'Europa Centrale. Durante uno dei suoi viaggi venne a conoscenza, a Vienna, della preparazione dei moti del 1848 in Italia decidendo quindi di recarvisi. Passò prima da Venezia e si recò in seguito a Milano dove giunse il 15 marzo riuscendo a mettersi in contatto con gli organizzatori dell'insurrezione. Durante le prime tre delle Cinque giornate ne fu «animo e braccio», Entrato a far parte del Comitato di difesa (creato il 20) e nominato comandante della Guardia civica il 18 marzo riuscì a conquistare la zona di Via Montenapoleone, procedendo il 20 a far evacuare dagli austriaci San Fedele, Palazzo Marino e Piazza della Scala. Il giorno successivo diresse l'assalto al Palazzo del Genio (poi sede della Cassa di Risparmio) venendo colpito alla testa e morendo poco dopo, non prima però di ricevere la notizia della vittoria degli insorti. In suo onore fu creata la Compagnia della morte Augusto Anfossi il cui comando fu affidato al fratello Francesco.